# High Society (film 1924)
High Society è un cortometraggio muto del 1924 diretto da Robert F. McGowan.

## Trama
Mickey viene portato via dallo zio Pat, per vivere con la ricca zia Kate. La nuova vita da ricco si rivela infelice fino a quando lo zio e la banda gli fanno visita un pomeriggio.